# Aravački jezici
Aravački jezici, jezici aravačkih plemena koji se govore ili su se govorili na području Južne i Antilske Amerike, te na floridskom poluotoku. Govore se od Bahama i Floride na jug do Gran Chaca, i od Atlantske obale Gvajane i ušća Amazone na zapad do Anda. U nju su povremeno klaificirani jezici Indijanaca Chango, Uru, Chipaya i Puquina.
Zajedno uz još neke porodice klasificirani su u veliku porodicu macro-arawakan, među njih (često danas nazivana maipurean) ponekad se ubrajaju guajibo, arauan, harakmbut, puquina, candoshi, amuesha, apolista, chamicura.
Prema Mcquownu (1955) i Greenbergu (1956)
a. sjevernoaravački jezici (Venezuela*, Kolumbija): Achagua (Ven., Kol.), Alile*, Amarizana, Axagua*, Cabre (Mali Antili, Kol., Dom. Rep.), Caouri, Caquetio (Bonaire, Curaçao, Aruba, Ven.), Chapan, Chimila, Chucuna, Ciguayo (Dom. Rep.), Cosina*, Eperigua, Guaicari*, Guajiro (Kol., Ven.), Guanebucan, Guayupe, Igneri (Trinidad, Tobago), Lucayo (Bahami), Masivaribeni, Mitua, Motilon (Ven., Kol.), Paraujano [pbg]*, Piapoco, Sae, Subtaino (Kuba), Taino Haitski (Haiti, Dom. Rep.), Taino Portorikanski (Portoriko), Tairona, Tayagua*, Tecua, Toa* Yaguai*.
b. Sjevernoamazonski aravački jezici (Venezuela*, Brazil): Adzaneni (Kol.; Bra.?), Amariba (Gvajana), Arawak [arw] (Ven., Gvajana, Surinam, Fr. Gijana, Bra.), Arequena (Bra., Ven., Kol.), Arua, Aruaqui, Atorai (Gvajana, Bra.), Avani (Ven., Kol.), Barauna, Bare*, Cariaia, Carutana, Catapolitani, Caua (Brazil; Kol.?), Cauichana, Cauyari (Kol.), Cuati (Bra.; Kol.), Guaniare*, Guinao*, Huhuteni, Ipeca (Bra.; Kol.?), Itayaine, Jabaana, Jauarete, Jumana, Jurupari, Maiopitian [mpw], Maipuri*, Manao, Mandauaca, Mapanai, Maraon (Fr. Gijana; Bra.?), Mariate, Masaca*, Matapi (Kol.), Moriuene, Palicur [plu] (Bra., Fr. Gijana), Passe, Quirruba (Kol.), Siuci, Tapiira (Kol., Bra.), Tariana, Uainuma, Uapichana (Bra., Gvajana), UirinYavitero (Ven.; Kol.?), Yucuna (Kol.).
c. Preandino aravački jezici (Brazil*, Peru): Antaniri, Anti, Cacharari*, Camatica, Campa, Canamari*, Catiana*, Catongo, Catuquina*, Chicheren, Chontaquiro, Cujisenajeri*, Cuniba*, Cutinana*, Huachipairi, Inapari* [inp], Ipurina* [apu], Machiguenga, Maniteneri*, Maraua*, Masco, Pangoa, Piro [pib], Quimbiri, Quirinairi, Simirinch, Sirineri, Tampa, Uaraicu*, Uainamari*, Ugunichiri, Unini.
d. Južnoaravački jezici (Brazil, Bolivia*, Paragvaj**): Baure*, Cachiniti, Chane*, Cozarini, Custenau, Echoaladi**, Equiniquinao (Bol, Par., Bra.), Guana (Bra., Par.), Iranche [irn], Izocenyo**, Jaulapiti [yaw], Layana**, Mehinacu [mmh], Mojo*, Paiconeca*, Paressi [pab], Paunaca*, Saraveca (Bra., Bol.)  [sar]), Tereno (Bra., Par.), Uaura [wau]).
e. Chapacuran (Brazil*, Bolivia): Chapacura, Herisabocono, Itoreauhip, Jamara*, Jura*, More, Napeca, Ocorono, Pacas Novas*, Quitemoca, Sansimoniano, Tora*, Urumi*, Urupa*.
f. Uanhaman (Brazil): Abitana-Uanham, Cabihi, Cujuna, Cumana, Cutiana, Mataua, Urunamacan
g. Arauan (Brazil): Arauan, Cipo, Culina, Culinha, Culino, Curia, Jamamadi, Juberi, Madiha, Pama, Pamana, Paumari,Purupuru, Seuacu.
h. Chamicuran (Peru): Chamicura.

## Jezici koji su dobili kodne nazive
Apurinã (Ipurina) [apu], Arawak [arw], Iñapari ((Inapari) [inp], Irántxe (Iranche) [irn], Mapidian (Maiopitian) [mpw], Mehináku (Mehinacu) [mmh], Palikúr (Palicur) [plu], Paraujano [pbg], Parecís (Paressi) [pab], Saraveca [sar], Waurá (Uaura) [wau], Yawalapití (Jaulapiti) [yaw], Yine (Piro, Chontaquiro, Contaquiro, Pira, Pirro, Simiranch, Simirinche [pib].

## Vanjske poveznice
- Ethnologue (14th)
- Ethnologue (15th)
- Tronco Arawak o Arahuaco